# Gulfstream Peregrine
Gulfstream Peregrine – amerykański, prototypowy samolot dyspozycyjny, zaprojektowany i zbudowany w wytwórni Gulfstream American Corporation of California.

## Historia
Pierwotnie samolot znany był pod nazwą Commander Fanjet 1500 i pod taką został oblatany 14 stycznia 1983 roku. Dopiero po fiasku programu Gulfstream Peregrine 600 zmieniono oznaczenie na Gulfstream Peregrine. W konstrukcji samolotu wytwórnia wykorzystała dostępne jej elementy konstrukcyjne. Skrzydła, ogon samolotu wraz z usterzeniem pochodziły z samolotu treningowego Peregrine 600, reszta kadłuba z nieprodukowanego seryjnie samolotu Gulfstream American Hustler. W porównaniu do Hustlera zmieniono część dziobową, którą w Hustlerze zajmował silnik turbośmigłowy. Wytwórnia była gotowa rozpocząć produkcję samolotu po zdobyciu co najmniej 27 zamówień, jednak brak zainteresowania ze strony odbiorców był przyczyną zakończenia całego programu po wybudowaniu jednego prototypu.

## Konstrukcja
Peregrine był wolnonośnym, jednosilnikowym dolnopłatem o konstrukcji metalowej z silnikiem umieszczonym u nasady statecznika pionowego. Wlot powietrza do jednostki napędowej znajdował się nad kadłubem samolotu. Pierwotny wlot o powietrza o prostokątnym przekroju miał zostać zastąpiony wlotem okrągłym. Podwozie chowane, z przednim podparciem. Usterzenie klasyczne o znacznym skosie i trapezowym obrysie. Dwudźwigarowe skrzydła o obrysie trapezowym i nadkrytycznym profilu, na końcach ich końcach zamontowane rozpraszacze wirów skierowane do dołu. W połowie rozpiętości skrzydeł zamontowano grzebień aerodynamiczny. Mechanizacja skrzydeł obejmuje dość długie klapy Fowlera i relatywnie krótkie lotki z klapkami. W samolotach seryjnych przewidywano zastosowanie mocniejszego silnika Garrett TFE731-2.